# 杜奈西克
45°18′16″N 28°55′26″E / 45.30444°N 28.92389°E
杜奈斯凱（烏克蘭語：Дунайське）是位於烏克蘭西南部的村莊，由敖德萨州伊茲梅爾區的薩夫亞尼市鎮負責管轄。該村始建於1947年，面積0.45平方公里，2001年人口576，人口密度每平方公里742.22人。